# Yu-Gi-Oh! (televíziós sorozat, 1998)
A Yu-Gi-Oh! (vagy Yu-Gi-Oh! Shadow Game, (遊☆戯☆王, Yū☆gi☆ō, King of Games) japán animesorozat, amely Takahasi Kazuki azonos című mangája alapján készült 1998-ban, amit a TV Asahi vetített és a Toei Animation készített el. A sorozat a manga 1-8 kötetét dolgozza fel. A sorozat fűződik az őt követő Yu-Gi-Oh! Duel Monsters részekhez, ami a mangában is összefügg. Az első sorozatot 1998-ban vetítették, április 4.-e és október 10.-e között, 27 résszel. A mangát és az animet is egy-egy fejezet címet kapott, mivel több cselekmény van és nagyon hosszú. A főszereplők Mutou Jugi, Dzsonoucsi Kacuja, Mazaki Anzu, Honda Hiroto és Noszaka Miho. Ebben a sorozatban ellenségként mutatkozik Kaiba Szeto.
Ez a Yu-Gi-Oh! széria legelső (eredeti) sorozata 1998-ból. A főszereplők ugyan azok, mint a Duel Monsters-ben, de ez a sorozat megmutatja az előzményeket. Hogyan került Yugi-hoz az ezeréves ikon (vagyis a Yami no Game = Árnyjáték), hogyan rakta össze, hogyan kezdte használni, stb.
Csak Japánban adták le, így szinkronos változat soha sem készült róla.
Ebben a sorozatban Yugi az Árnyjátékot nem csak szörnyek előhívására használja (persze alkalmanként ez is megesik), hanem a gonosz emberekkel játszik egy-egy különféle játékot, melyben ha az illető csal, megnyílik a Sötétség Kapuja, és elnyeli őt, ezután folyamatosan rémálmok gyötrik majd. A hangsúly tehát nem a szörnyeken, hanem az igazságosztáson van.
Ezt a sorozatot angol nyelvterületen sose mutatták be.

## Árnyjáték, vagyis Jami no Game
Ebben a szériában Jami Jugi nem kérdőjelezi meg az embereket, hogy akarnak-e játszani a Duel Monsterst. Ehelyett a Yami no Game-re hívja őket, ahol ő diktálja a szabályokat. Ugyanakkor, ha kihívója csal, megnyílik a Sötétség Ajtaja, ahova büntetésből elküldi és annak a személynek rémálmai lesznek. A Duel Monsters nagy szerepet nem kapott nála, de alkalomkor játszott vele.

## Fordítás
Ez a szócikk részben vagy egészben  a   Yu-Gi-Oh! (1998 TV series) című angol Wikipédia-szócikk fordításán alapul.  Az eredeti cikk szerkesztőit annak laptörténete sorolja fel. Ez a jelzés csupán a megfogalmazás eredetét és a szerzői jogokat jelzi, nem szolgál a cikkben szereplő információk forrásmegjelöléseként.